# Agostina Pelozo
María Agostina Pelozo, född 19 november 1999 i Rosario, Argentina är en volleybollspelare (libero). Pelozo spelar med Argentinas landslag samt klubblaget VKP Bratislava i Slovakien. 
Innan Pelozo flyttade till Slovakien hade hon spelat hela sin karriär i Argentina. Med seniorlandslaget har hon deltagit vid både Sydamerikanska mästerskapet 2021 och VM 2022.